# 村田昭治
村田 昭治（むらた しょうじ、1932年11月19日 - 2015年4月16日）は、日本のマーケティング論の第一人者。商学博士。
慶應義塾大学名誉教授。（財）社会経済生産性本部理事、同本部マーケティングソフト研究所所長、（社）日本マーケティング協会常任理事、日本商業学会理事、日本広告学会理事を歴任。
教え子に中内潤や伊藤裕久がいる。

## 略歴
1932年 台湾・台北生まれ。1955年 慶應義塾大学経済学部卒。
1962年 第1回福沢基金留学生としてハーバードビジネススクール留学。
1971年 慶應義塾大学商学部教授。1998年 慶應義塾大学名誉教授。

## 著書
- 『消費者行動の分析モデル』（吉田正昭, 井関利明と共編）丸善・1969年
- 『商品寿命の実例研究』（阿部美紀夫と共著）日本実業出版社・1969年
- 『マーケット・セグメンテーションの新展開―市場再開発の理論と戦略』（小島外弘と共著）ダイヤモンド社・1976年
- 『マーケティングの基礎知識』（田内幸一,久保村隆祐と共編）有斐閣・1976年
- 『現代マーケティングの基礎理論』（田内幸一と共著）同文館出版・1981年
- 『「評判」が市場を創る』日本経済新聞社刊・1990年、
- 『村田昭治のマーケティング・ハート』プレジデント社刊・1992年、
- 『毎日快晴---私の生活雑記帳』世界文化社刊・1993年、
- 『こころときめくマーケティング』国元書房刊・1995年、ISBN 4765815161
- 『マーケティングフィロソフィー』国元書房刊・1996年、ISBN 476581517X
- 『村田昭治マーケティング研究への旅』国元書房刊・1998年、ISBN 4765815218
- 『マーケティングゼミナール』国元書房刊・1998年、ISBN 476581520X
- 『挑むリーダーたちへ』財界研究所刊・2004年、
- 『人を惹きつける経営』財界研究所刊・2009年、
- 『人財の条件』財界研究所刊・2014年、

## 出演番組
- EXテレビ（日本テレビ）-月曜日レギュラー
- 村田昭治のリラックス×2（TBSラジオ）
- 村田昭治のときめく一日を（文化放送）